# Robert Alftan
Robert Magnus Eriksson (Roope) Alftan, född 8 juni 1940 i Björneborg, död 18 mars 2022 i Helsingfors, var en finländsk författare. Han var son till Erik A. Alftan.
Alftan debuterade 1964 med diktsamlingen Splitter, som följdes av Nollpunkter tyngdpunkter (1966), genombrottsboken Vida gavlar (1968) och Gränsfall (1970). År 1974 utgav han den satiriska reportageromanen Våra gossar på Cypern, som bygger på egna upplevelser. I diktsamlingen Slagsidor (1975) fortsatte han sin revolterande linje. Han betraktar sig fr.a. som dramatiker.
Han har även utgett Glömda kapitel (1992), som berör finska inbördeskriget i Tammerfors.